# Barytarbes hilarellus
Barytarbes hilarellus är en stekelart som beskrevs av Otto Schmiedeknecht 1914. Barytarbes hilarellus ingår i släktet Barytarbes och familjen brokparasitsteklar. Inga underarter finns listade.